# T10 Cricket
Il T10 è una forma limited overs di cricket, di 90 minuti. Due squadre giocano solamente un inning, il quale è ristretto a un massimo di dieci overs per lato. La prima competizione che ha usato tale forma è stata la prima stagione del T10 League negli Emirati Arabi Uniti nel 2017; nel 2018 il Consiglio Internazionale di Cricket  (ICC) ha approvato tale forma. A maggio 2020 Eoin Morgan, il capitano della nazionale di cricket dell'Inghilterra, ha sostenuto l'idea di utilizzare questa forma corta nei Giochi olimpici. Lo stesso mese, la Federazione di cricket delle Indie Occidentali aveva annunciato una nuova lega basata sul T10, ma la pandemia di COVID-19 ha congelato tale progetto. Anche Vanuatu era intenzionata a lanciare un torneo di T10 da disputarsi a Port Vila. A giugno 2020, la Federazione di cricket dello Sri Lanka, nazione guida di tale sport, ha annunciato l'inizio della prima edizione del PDC T10 Lega.

## Abu Dhabi T10 League
La T10 League è una lega degli Emirati Arabi Uniti. È approvata dall'ICC. La prima edizione fu vinta dai Kerala Kings. Nella seconda edizione, i Pakhtoons furono sconfitti dai Northern Warriors. Nel 2019 i Maratha Arabians hanno battuto i Deccan Gladiators per vincere la terza edizione.

## Qatar T10 League
La Qatar T10 League fu fondata a Doha, ed è composta da sei squadre. Shahid Afridi divenne l'ambasciatore del marchio della lega. La lega ha avuto 24 giocatori di cricket internazionale e i giocatori della squadra nazionale di cricket del Qatar. Nella prima edizione i Falcon Hunters vinsero, battendo i Swift Galopers. Tutte le partite sono state giocate nell'Asian Town Stadio di Cricket Internazionale di Doha. A dicembre 2019, l'ICC ha aperto una indagine di anti-corruzione.